# Padirac
 Padirac  es una comuna y población de Francia, en la región de Mediodía-Pirineos, departamento de Lot, en el distrito de Gourdon y cantón de Gramat.
Su población en el censo de 1999 era de 168 habitantes.
Está integrada en la Communauté de communes du Pays de Padirac .
Padirac es famosa por su sima, la Gouffre de Padirac, que alberga un río subterráneo a 103 m bajo la superficie.

## Demografía
| 130 | 177 | 162 | 148 | 160 | 168 |
| Para los censos de 1962 a 1999 la población legal corresponde a la población sin duplicidades (Fuente: INSEE [Consultar]) |     |     |     |     |     |